# Argentina Open 2020
Argentina Open 2020 byl tenisový turnaj pořádaný jako součást mužského okruhu ATP Tour, který se odehrával v areálu Buenos Aires Lawn Tennis Clubu na otevřených antukových dvorcích. Konal se mezi 10. až 16. února 2020 v argentinském hlavním městě Buenos Aires jako dvacátý třetí ročník turnaje.
Turnaj s rozpočtem 696 280 dolarů patřil do kategorie ATP Tour 250. Nejvýše nasazeným hráčem ve dvouhře se stal čtrnáctý hráč světa Diego Schwartzman z Argentiny, jenž před semifinále odstoupil. Jako poslední přímý účastník nastoupil do hlavní singlové soutěži 89. hráč žebříčku, Brazilec Thiago Monteiro.
Premiérový singlový titul na okruhu ATP Tour vybojoval Casper Ruud. Stal se tak prvním Norem, který vyhrál turnaj na túře ATP. Ve 21 letech a jednom měsíci věku byl rovněž nejmladším šampionem Argentina Open. Čtyřhru ovládl španělsko-argentinský pár Marcel Granollers a Horacio Zeballos, jehož členové získali na okruhu druhou společnou trofej.

## Rozdělení bodů a finančních odměn

### Rozdělení bodů
| Soutěž  | vítězové | finalisté | semifinalisté | čtvrtfinalisté | 16 v kole | 32 v kole | Q  | Q2 | Q1 |
| ------- | -------- | --------- | ------------- | -------------- | --------- | --------- | -- | -- | -- |
| dvouhra | 250      | 150       | 90            | 45             | 20        | 0         | 12 | 6  | 0  |
| čtyřhra | 250      | 150       | 90            | 45             | 0         | —         | —  | —  | —  |

### Finanční odměny
| Soutěž                              | vítězové  | finalisté | semifinalisté | čtvrtfinalisté | 16 v kole | 32 v kole | Q2      | Q1      |
| ----------------------------------- | --------- | --------- | ------------- | -------------- | --------- | --------- | ------- | ------- |
| dvouhra                             | 102 535 $ | 56 760 $  | 31 950 $      | 18 180 $       | 10 435 $  | 6 100 $   | 2 980 $ | 1 550 $ |
| čtyřhra                             | 34 580 $  | 17 720 $  | 9 600 $       | 5 490 $        | 3 220 $   | —         | —       | —       |
| částka ve čtyřhře je uvedena na pár |           |           |               |                |           |           |         |         |

## Mužská dvouhra

### Nasazení
| Stát                          | Hráč                 | ATP | Nasazení |
| ----------------------------- | -------------------- | --- | -------- |
| Argentina                     | Diego Schwartzman    | 14. | 1.       |
| Argentina                     | Guido Pella          | 22. | 2.       |
| Srbsko                        | Dušan Lajović        | 24. | 3.       |
| Chorvatsko                    | Borna Ćorić          | 30. | 4.       |
| Chile                         | Cristian Garín       | 31. | 5.       |
| Srbsko                        | Laslo Djere          | 39. | 6.       |
| Španělsko                     | Albert Ramos-Viñolas | 42. | 7.       |
| Norsko                        | Casper Ruud          | 45. | 8.       |
| Žebříček ATP ke 3. únoru 2020 |                      |     |          |

### Jiné formy účasti
Následující hráči obdrželi divokou kartu do hlavní soutěže:
- Francisco Cerúndolo
- Facundo Díaz Acosta
- Leonardo Mayer

Následující hráč obdržel do hlavní soutěže zvláštní výjimku:
- Andrej Martin

Následující hráči postoupili z kvalifikace:
- Facundo Bagnis
- Filip Horanský
- Jozef Kovalík
- Pedro Martínez

Následující hráči postoupili z kvalifikace jako tzv. šťastní poražení:
- João Domingues
- Pedro Sousa

### Odhlášení
před začátkem turnaje
- Matteo Berrettini → nahradil jej  Corentin Moutet
- Cristian Garín → nahradil jej  Pedro Sousa
- Nicolás Jarry (suspenzace) → nahradil jej  Jaume Munar
- Dominic Thiem → nahradil jej  Roberto Carballés Baena
- Fernando Verdasco → nahradil jej  João Domingues

v průběhu turnaje
- Diego Schwartzman

## Mužská čtyřhra

### Nasazení
| Stát                                                                                   | Hráč              | Stát       | Hráč             | ATP  | Nasazení |
| -------------------------------------------------------------------------------------- | ----------------- | ---------- | ---------------- | ---- | -------- |
| Španělsko                                                                              | Marcel Granollers | Argentina  | Horacio Zeballos | 24.  | 1.       |
| Argentina                                                                              | Máximo González   | Francie    | Fabrice Martin   | 54.  | 2.       |
| Belgie                                                                                 | Sander Gillé      | Belgie     | Joran Vliegen    | 82.  | 3.       |
| Brazílie                                                                               | Marcelo Demoliner | Nizozemsko | Matwé Middelkoop | 117. | 4.       |
| Žebříček ATP ke 3. únoru 2020; číslo je součtem žebříčkového postavení obou členů páru |                   |            |                  |      |          |

### Jiné formy účasti
Následující páry obdržely divokou kartu do hlavní soutěže:
- Andrea Collarini /  Federico Coria
- Facundo Díaz Acosta /  Carlos Taberner

Následující pár nastoupil z pozice náhradníka:
- Pablo Andújar /  Pedro Martínez

### Odhlášení
před začátkem turnaje
- Cristian Garín

v průběhu turnaje
- Pablo Andújar
- Pablo Cuevas

## Přehled finále

### Mužská dvouhra
- Casper Ruud vs.  Pedro Sousa, 6–1, 6–4

### Mužská čtyřhra
- Marcel Granollers /  Horacio Zeballos vs.  Guillermo Durán /  Juan Ignacio Londero, 6–4, 5–7, [18–16]